# García Frontín II
García Frontín II (? - 1254 ?) fue obispo de la diócesis de Tarazona en el siglo XIII sucediendo en la prelatura a su tio García Frontín I fallecido en 1218. Fallece en 1254 sucediéndole Pedro I al frente de la diócesis.
Dada la importancia histórica de la diócesis de Tarazona que en aquella época englobaba territorios de las actuales provincias de Zaragoza, Soria y Navarra, fue consejero real de Jaime I de Aragón y durante su pontificado se consiguieron numerosos hitos, como la consagración de la fabulosa Catedral de Nuestra Señora de la Huerta de Tarazona o de la Real Colegiata del Santo Sepulcro de Calatayud. 
También se dio en esas fechas un fuerte impulso al Monasterio de Veruela y otros monasterios.
Igualmente fue encargado por el papa Gregorio IX para la resolución del conflicto diocesano entre Cuenca y Albarracín.
Sus restos fueron trasladados en el 1514-1515 para hacer hueco a los restos del tesorero Martín de Mezquita, quien había testado para ser enterrado en ese lugar, aunque finalmente salieron a la luz en el 1985 tras el desmantelamiento del coro para su restauración. 